# Die Schlangengrube und das Pendel
Die Schlangengrube und das Pendel ist ein deutscher Gruselfilm von Harald Reinl aus dem Jahr 1967 mit Lex Barker, Karin Dor und Christopher Lee in den Hauptrollen.

## Handlung
Graf Regula will ein Elixier entwickeln, das ihm zu ewigem Leben verhelfen soll. Dazu benötigt er das Blut von 13 Jungfrauen; auf seinem Schloss Andomai hat er bereits zwölf gefoltert und getötet. Nachdem der 13. Jungfrau die Flucht gelungen ist, wird der Graf gefasst. Richter Reinhard von Marienberg verkündet das Urteil: Tod durch Vierteilen. Vor der Vollstreckung prophezeit der Graf seine Rache an dem Richter und dessen Familie.
35 Jahre später erhalten Roger Mont Elise und Baroness Lilian von Brabant durch einen einbeinigen Moritatensänger, der bei Graf Regulas Hinrichtung zugegen war, eine Einladung auf das Schloss. Roger soll dort mehr über seine Vergangenheit erfahren (er ist ein Findelkind und kennt daher seine Herkunft nicht), die Baroness werde erwartet, um das Erbe ihrer verstorbenen Mutter anzutreten. Sie sollen am Karfreitag auf Andomai eintreffen. Unterschrieben ist die Einladung von einem gewissen Graf Regula. Trotz der abergläubischen Angst der Bevölkerung vor dem Schloss und seiner Umgebung entschließen sie sich, ihre Reise gemeinsam fortzusetzen.  Auf dem Weg zum Schloss lesen sie noch den Priester Fabian auf, von dem sich allerdings später herausstellt, dass er in Wirklichkeit ein Räuberhauptmann ist. Nachdem der Kutscher Augenzeuge unheimlicher Erscheinungen geworden und an einem Herzanfall gestorben ist, werden Lilian und ihre Zofe Babette von Anatol, dem Diener des Grafen, entführt.
Roger und Fabian schlagen sich schließlich zum Schloss durch. Dort müssen sie zunächst mit Diener Anatol vorliebnehmen. Dieser klärt sie über die Pläne des „toten“ Grafen auf, bevor er ihn wieder zum Leben erweckt. Dies wird zunächst verhindert da sich ein Kreuz, das Kruzifix der Baroness, in der Nähe befindet. Fabian hatte es gestohlen und wird von Anatol ausgetrickst um es aus dem Raum zu bekommen, ein vom Diener geöffneter Weg führt ihn direkt in einen Kerker. Kurz darauf gelingt die Wiederbelebung des Grafen, der daraufhin Roger und Lilian alles erklärt. Es stellt sich heraus, dass Roger Mont Elise eigentlich Roger von Marienberg heißt und der Sohn jenes Richters ist, der Regula zum Tode verurteilt hat. Die Baroness erfährt indes, dass sie die Tochter der 13. Jungfrau ist, die dem Grafen einst entkommen konnte.
Regula will sich an Roger rächen und fesselt ihn am Boden in einer Kammer, von deren Decke ein scharfes Pendel schwingt. Die Baroness wird am Rande einer Grube voller Schlangen gefangen gehalten; ein Brett, auf dem sie steht, wird stückweise zurückgezogen, so dass sie befürchten muss, in die Grube zu fallen. Dadurch soll sie möglichst große Angst erleiden, damit ihr Blut für das Elixier des Grafen geeignet wird. Als sie völlig panisch in Ohnmacht fällt, wird sie im letzten Moment von Anatol vor dem Sturz in die Grube bewahrt. Das Blut der Baroness ist nun gut genug, um das Elixier des Grafen zuzubereiten. Als das schwingende Pendel Roger zu zerschneiden droht, schafft er es mit Hilfe eines Steines aus dem Takt zu bringen, sodass es seine Fesseln zerschneidet. Kurz darauf wird er von Fabian befreit, dem es gelungen ist, aus seinem Kerker zu flüchten. Gemeinsam können sie schließlich mit Hilfe des Kruzifixes das Elixier des Grafen vernichten sowie diesen und Anatol töten und die Baroness retten.

## Synchronisation
Die Darsteller Karin Dor, Carl Lange und Dieter Eppler sind in diesem Film mit ihren eigenen Stimmen zu hören. Weitere Synchronsprecher waren unter anderem:
| Rolle                                              | Darsteller      | Synchronsprecher |
| -------------------------------------------------- | --------------- | ---------------- |
| Roger Mont Elise / Richter Reinhard von Marienberg | Lex Barker      | Horst Naumann    |
| Graf Regula                                        | Christopher Lee | Herbert Weicker  |
| Fabian                                             | Vladimir Medar  | Klaus W. Krause  |

## Symbolik
Auffällig sind die zahlreichen Verweise auf christliche Symbolik, die allerdings in einer dem bösen Charakter von Graf Regula entsprechenden Weise umgekehrt worden sind. So befindet sich auf Rogers Reise am Eingang des Sandertals eine Statue, die berühmten Gemälden ähnelt, auf denen Gottvater den vom Kreuz abgenommenen Jesus in den Armen hält (sog. Gnadenstuhl). Sie zeigt einen Mann mit einer Krone, der einen Mann mit Lendentuch und abgetrennten Gliedmaßen hält und daher auch auf Graf Regula bezogen werden kann. Graf Regula möchte an einem Karfreitag auferstehen und er will durch das Blut von 13 Jungfrauen ewiges Leben erlangen. Außerdem hat er panische Angst vor dem Kreuz. Der Name von Regulas Schloss Andomai erinnert vom Klang her außerdem an den im Judentum anstelle des Gottestetragramms ausgesprochenen Begriff Adonai, was „Herr“ bedeutet.

## Sonstiges

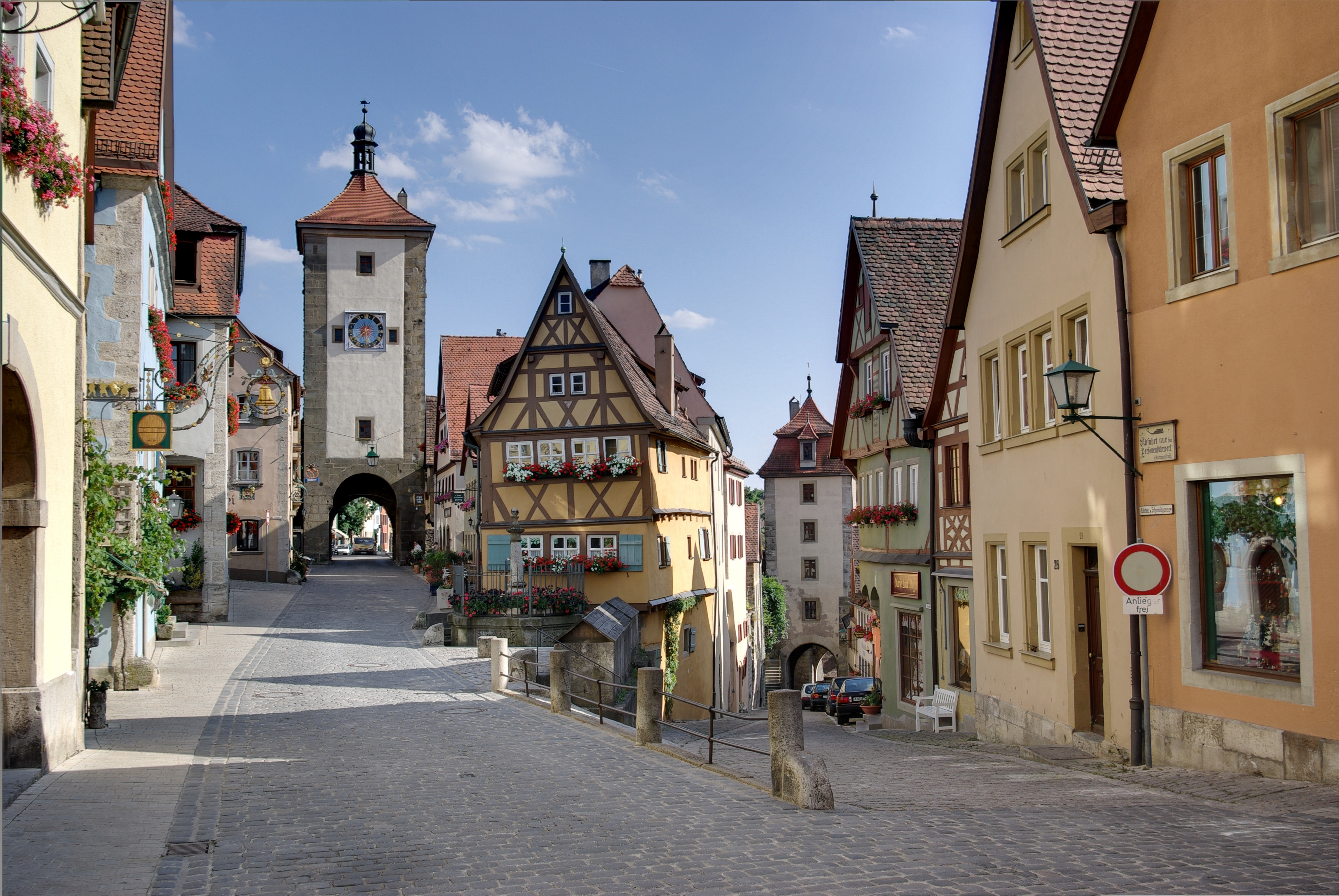
In der mittelalterlichen Altstadt von Rothenburg ob der Tauber entstanden zahlreiche Außenaufnahmen für diesen Film.

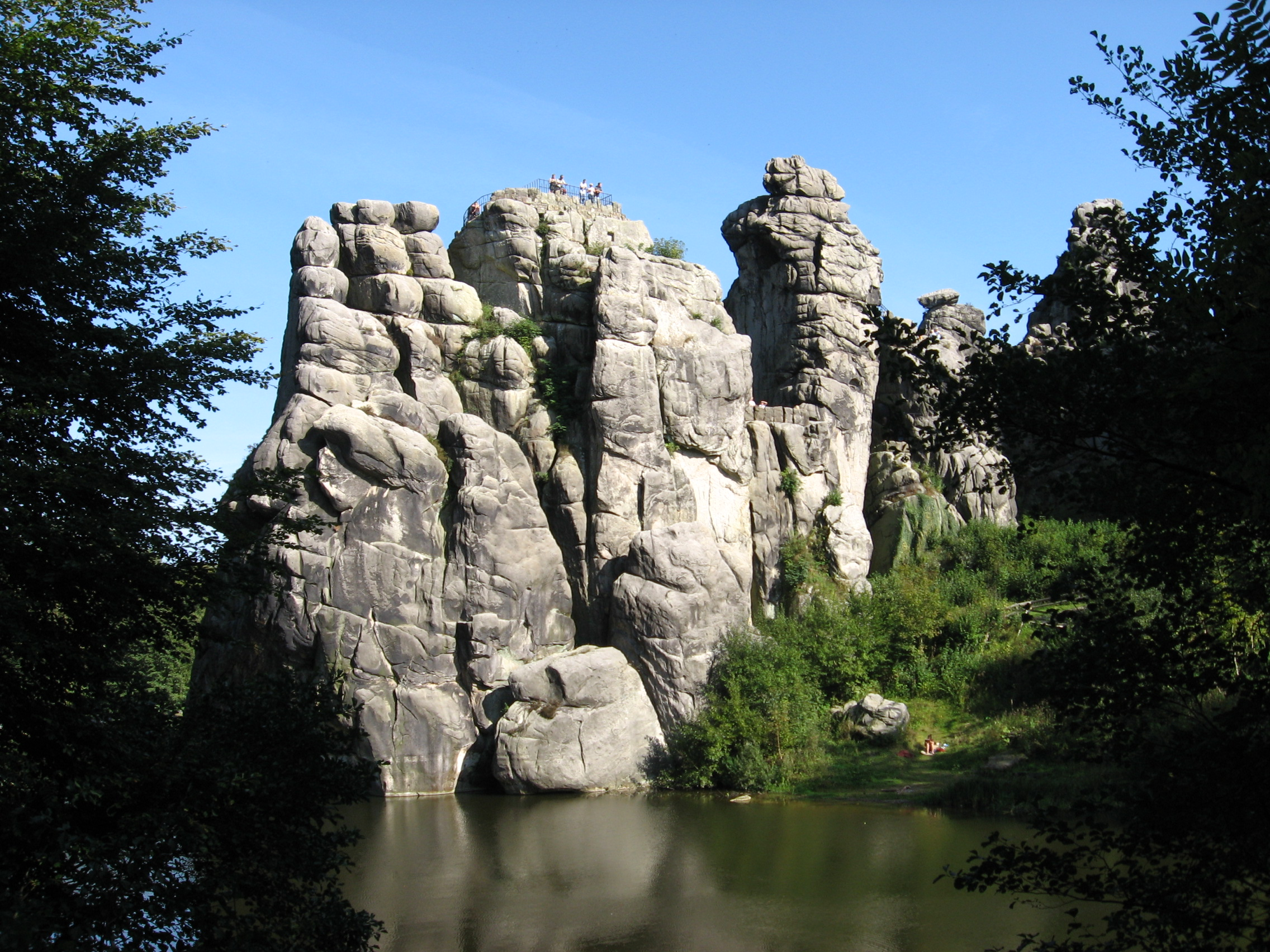
Einer der eindrucksvollsten Drehorte des Films, die Externsteine im Teutoburger Wald

- Der Titel des von Manfred R. Köhler verfassten Drehbuchs lautete zunächst Schloß Schreckenstein. Die Produktionsfirma Constantin Film kündigte den Film später als Die Wassergrube und das Pendel an. Der Titel nimmt Bezug auf die Kurzgeschichte The Pit and the Pendulum (deutscher Titel: Die Foltern, Wassergrube und Pendel) von Edgar Allan Poe.
- Anstelle der Darstellerin Christiane Rücker war zunächst Ilse Pagé vorgesehen.
- Der Name des Grafen Regula ist eine Anspielung auf den Grafen Dracula, dessen Rolle Christopher Lee in den Hammer-Filmen zu Ruhm verhalf.
- Der Kameramann Ernst W. Kalinke brach sich während der Dreharbeiten zur Kutschfahrt den Arm. Er wurde zeitweise durch Dieter Liphardt ersetzt.
- Die Außenaufnahmen zu diesem Film entstanden in Rothenburg ob der Tauber (zu sehen sind u. a. das Plönlein, die Klingengasse und der Innenhof des Spitals mit dem Hegereiterhaus), im Isartal bei Straßlach, an den Externsteinen im Teutoburger Wald, in der Senne und auf einem Teilstück der Fürstenallee bei Schlangen.[2] Die Innenaufnahmen drehte man in den Studios der Bavaria Film in Geiselgasteig bei München.
- Die Filmbauten und Malereien stammten von Gabriel Pellon, die Produktionsleitung hatte Wolfgang Kühnlenz.
- Die Dreharbeiten dauerten vom 16. Mai bis zum 7. Juli 1967.
- Der Film wurde von der FSK ohne Kürzungsauflagen ab 12 Jahren freigegeben.
- Der Kinostart war der 5. Oktober 1967.
- An den Kinokassen konnte der Film zwar nicht mit den erfolgreichen Edgar-Wallace- oder Karl-May-Filmen mithalten; er erwies sich aufgrund der niedrigen Altersfreigabe aber als zufriedenstellendes Geschäft. Constantin-Film und andere deutsche Verleiher brachten danach weitere deutsche und mit ausländischen Produktionsfirmen koproduzierte Horrorfilme in die Kinos, darunter Im Schloß der blutigen Begierde (1968), Necronomicon – Geträumte Sünden (1968), Nachts, wenn Dracula erwacht (1970), Gebissen wird nur nachts (1971) sowie Hexen bis aufs Blut gequält (1970) und Hexen – geschändet und zu Tode gequält (1973).
- Neben zahlreichen internationalen Verleihtiteln erschien der Film unter den Titeln Die Burg des Grauens und Die Schlangengrube des Dr. Dracula in gekürzten Super-8-Fassungen.

## Kritiken
„Zahmer Horror im Romantik-Stil.“

„Deutscher Versuch eines Horrorfilms nach E. A. Poe, eher lachhaft als gruselig.“

„Es verwundert nicht, dass so mancher, der (den Film) in der Kindheit gesehen hat, […] ihn auch heute noch schätzt. Er spricht die Träumer an und bewegt etwas Ursprüngliches in den Seelenverwandten der Romantiker, die vor zwei Jahrhunderten lebten. Ängste werden in Märchen verwandelt, weltliches Dasein in eine aufregende Suche nach Identität. […] "Die Schlangengrube und das Pendel" - ein wichtiges und einzigartiges Beispiel der deutschen Filmgeschichte.“

„Bunter Horrorfilm nach Motiven von Edgar Allan Poe. Das Grauen wird nur oberflächlich gestaltet und bleibt darum recht harmlos.“

## Zitate
„Ich habe keine Ahnung, ob dieser Film jemals außerhalb Europas zu sehen sein wird, und das mag vielleicht sogar vorteilhaft sein.“

„Der Aufenthalt in München hat mir großen Spaß bereitet und ich war angenehm von dem überrascht, was ich bislang von dem Film zu sehen bekam. Die Farben sind erstklassig, die Sets exzellent und die schauspielerische Leistung mehr als adäquat. Der Film ist vielleicht doch nicht so schlecht, wie ich befürchtet hatte.“

„[…] komplett furchtbare Mischung aus der Poe-Geschichte The Pit and the Pendulum, Der Glöckner von Notre-Dame, The House of Legends und Eternal Life.“